# پیتر سی. دوهرتی
پیتر چارلز دوهرتی (انگلیسی: Peter Charles Doherty؛ زاده ۱۵ اکتبر ۱۹۴۰) دکتر دامپزشک و متخصص ایمنی‌شناس اهل استرالیا است.
وی در سال ۱۹۹۶ برای " کشف عملکرد مجموعه سازگاری بافتی اصلی" برنده جایزه نوبل پزشکی شد.
این کشف مبتنی بر مفهومی بود که خود انقلابی در زمینه ایمنی‌شناسی محسوب می‌گردید. بدین‌ترتیب که مکانیسم شناسایی سلول‌های T  را در سیستم ایمنی سلولی توضیح می‌داد. در این تحقیق مشخص شد که سلول‌های T  خود‌به‌خود تغییر یافته و کمپلکس پروتئین MHC  و آنتی‌ژن خارجی را بر سطح سلولهای آلوده شده به ویروس تشخیص می‌دهند.